# Ángel (serie de televisión)
Ángel es una serie de televisión estadounidense, es un spin-off de la serie de televisión Buffy the Vampire Slayer. La serie fue hecha por el creador de Buffy, Joss Whedon, en colaboración con David Greenwalt. Emitida en The WB desde el 5 de octubre de 1999 hasta el 19 de mayo de 2004, consta de cinco temporadas y 110 episodios.
La serie detalla los juicios en curso de Ángel, un vampiro cuya alma humana le fue devuelta por una maldición romaní como castigo por el asesinato de uno de los suyos. Después de más de un siglo de asesinatos y torturas de inocentes, el alma restaurada de Angel lo atormenta con culpa y remordimiento. Angel se muda a Los Ángeles, California, después de que queda claro que su relación condenada con Buffy, la cazavampiros, no puede continuar. Durante la mayor parte de la serie, trabaja como detective privado en Los Ángeles, donde él y una variedad de asociados trabajan para "ayudar a los indefensos", restaurando la fe y salvando las almas de aquellos que han perdido su camino.  Si bien también debe luchar contra su propia naturaleza demoníaca, generalmente lucha con demonios malvados o humanos aliados a ellos, principalmente relacionados con Wolfram & Hart, una firma de abogados respaldada por prácticas ocultas que es una extensión de las fuerzas demoníacas de otro mundo.
Muchos críticos consideran que es una de las mejores series derivadas de televisión de todos los tiempos y elogian su tono más oscuro, sus personajes y sus actuaciones. 

## Sinopsis

### Personajes
La serie se centra en Ángel (David Boreanaz), un vampiro irlandés que tiene más de 200 años. Ángel era conocido como Ángelus durante sus alborotos en toda Europa, pero fue maldecido con un alma, lo que le dio una conciencia y culpa por siglos de asesinato y tortura. Dejó Buffy the Vampire Slayer al final de la temporada 3 para mudarse a Los Ángeles en busca de redención.
Pronto se encuentra asistido por Allen Francis Doyle (Glenn Quinn), un personaje irlandés que es mitad humano, mitad demonio que, aunque parece un estafador, tiene un lado heroico. Doyle sirve para transmitir las crípticas visiones de The Powers That Be to Angel. Pronto se les unirá Cordelia Chase (Charisma Carpenter), también miembro del elenco anterior de Buffy. Anteriormente fue una popular animadora, Cordelia comienza su mandato en la serie como una personalidad insulsa y superficial, pero se convierte en una heroína en el transcurso de la serie. Cordelia adquiere las visiones de Doyle a través de un beso compartido antes de la muerte de Doyle. Con la muerte de Doyle en los primeros episodios de la primera temporada, otro personaje de Buffy da el salto a su spin-off: Wesley Wyndam-Pryce (Alexis Denisof) se une al equipo bajo el disfraz de «cazador de demonios canalla», actuando como un alivio cómico e inicialmente no bien aceptado. Con el tiempo, Wesley muestra valentía y fortaleza, así como una crueldad asesina a sangre fría, como su colega Rupert Giles, y se convierte en un líder.
En la segunda temporada, el trío se une a Charles Gunn (J. August Richards), un joven cazador de demonios que inicialmente debe ajustarse para trabajar con y para un vampiro. Al final de la temporada 2, viajan al mundo de los demonios, Pylea, donde salvan a Winifred «Fred» Burkle (Amy Acker), una joven física de Texas cuyas habilidades sociales se han atrofiado después de cinco años de cautiverio; ella más tarde mejora para ser más abierta. La temporada 3 vio la presentación de Connor (Vincent Kartheiser), el niño «milagro» humano de dos vampiros, Ángel y Darla. Secuestrado en una dimensión infernal cuando era un bebé, es criado por el enemigo de Ángel, Daniel Holtz, y solo unas pocas semanas después de que él lo deja, regresa como un adolescente y a regañadientes llega a aceptar su linaje. Aunque se presentó durante la temporada 2, Lorne (Andy Hallett) se une al equipo durante la temporada 4. Un demonio pacifista saliente, el papel de Lorne es predominantemente para apoyar al equipo.
La temporada 5, la última temporada de la serie, presenta a varios miembros nuevos del elenco, el principal de ellos Spike (James Marsters), un antiguo aliado vampiro / enemigo de Ángel que también protagonizó Buffy. En esta serie, Spike lucha a regañadientes junto a Ángel mientras su rivalidad continúa – ahora Spike es también un vampiro con alma, y por los sentimientos románticos que ambos tienen en Buffy Summers. Uno de los legendarios Old Ones, Illyria (Amy Acker) comienza como un adversario del equipo después de tomar el cuerpo de Fred, pero viene a unirse al equipo como ella debe aprender a lidiar que el mundo ha cambiado y las nuevas emociones que siente como resultado de hacerse cargo de un humano. Finalmente, está Harmony Kendall (Mercedes McNab), otro personaje de Buffy y examiga de Cordelia que se convirtió en vampiro. Parecida a la antigua personalidad de Cordelia, Harmony es aceptada a regañadientes por Ángel como su secretaria cuando se hace cargo de la sucursal de Wolfram & Hart en Los Ángeles.
Muchos personajes en Ángel hicieron apariciones recurrentes. Los dos personajes recurrentes de más larga duración son Lilah Morgan (temporadas 1–4) y Lindsey McDonald (temporadas. 1, 2 y 5), que aparecen en 36 y 21 episodios, respectivamente; Lindsey es el único personaje además de Ángel en aparecer en el primer y último episodio de la serie. La que convirtió a Ángel en vampiro, Darla (Julie Benz), que apareció por primera vez en Buffy, juega un papel más amplio en Ángel y aparece en 20 episodios en el transcurso de la serie. Elisabeth Röhm aparece en 15 episodios (temps. 1–2) como la detective del LAPD, Kate Lockley, una mujer con una relación a menudo tensa con Ángel.
A lo largo de la serie, también hubo apariciones especiales de los personajes de Buffy, incluidos los miembros principales del reparto Buffy Summers, Willow Rosenberg y Daniel «Oz» Osbourne. La cazadora pícara, Faith jugó un papel importante en los episodios de las temporadas 1, 2 y 4; Anne Steele y Andrew Wells también se originaron en Buffy y aparecieron en dos o más episodios de Ángel. Whedon también usó a dos actores de su serie de televisión cancelada Firefly, Gina Torres y Adam Baldwin, para interpretar a Jasmine y Marcus Hamilton, respectivamente.

### Trama
Al inicio de la serie, Ángel acaba de mudarse a Los Ángeles en busca de la redención por los actos que cometió cuando era un ser desalmado. Allí conoce a Doyle, un medio demonio, enviado por los «Grandes Poderes» y se reencuentra con Cordelia. Los tres juntos fundan Investigaciones Ángel.
Cuando Doyle muere, pasa sus visiones a Cordelia y el ex-Vigilante Wesley Wyndam-Pryce se une al grupo. Mientras tanto, el demoníaco despacho de abogados de Wolfram & Hart aumenta su interés por Ángel. Para tentar a su parte demoníaca y hacerle volver a la oscuridad, resucitan a Darla, antigua amante y creadora de Ángel, que fue asesinada por él en la primera temporada de Buffy.
Charles Gunn, un luchador callejero que dirige una banda que se encarga de matar vampiros en los barrios bajos de la ciudad, inicialmente intenta matar a Ángel, pero poco a poco termina uniéndose al grupo.
Lindsey McDonald, uno de los abogados de Wolfram & Hart, utiliza a Darla como arma para hacer caer a Ángel. Pero Darla ha sido resucitada como humana y al estar enferma de sífilis, la firma de abogados trae a Drusilla para vampirizar a Darla. Enfurecido por todo esto, Ángel comienza a abrazar el lado oscuro. Corta su relación con los chicos e intenta ir tras las vampiresas por su cuenta. Desesperado, Ángel termina acostándose con Darla, pero a la mañana siguiente, tiene una epifanía que le hace ver el error de su camino, destierra a Darla e intenta reunirse con sus amigos. Lorne, el ostentoso dueño del karaoke demoníaco llamado Caritas, acepta de mala gana ayudar al grupo para llevarlo a su dimensión de origen, Pylea, para rescatar a Cordelia, que ha sido absorbida por un portal dimensional hacia allí. El grupo consigue volver con una nueva compañera, Winifred "Fred" Burkle, una estudiante de Física, que había estado cinco años atrapada en la dimensión de Pylea.
Al regresar, Ángel recibe la noticia de la muerte de su exnovia, Buffy, y decide irse tres meses a un monasterio de Sri Lanka para estar solo, pero es atacado por unos monjes demoníacos y vuelve a L.A. Poco después Darla reaparece, embarazada de Ángel. Todos se quedan perplejos ante lo que podría ser el primer hijo nacido de dos vampiros. Darla se sacrifica para salvar la vida de su hijo, al que Ángel llamará Connor. El grupo está impaciente por cuidar al bebé, excepto Wesley que descubre una profecía que sugiere la espantosa posibilidad de que Ángel mate a su propio hijo. Sintiéndose distanciado del grupo, Wesley oculta esta información y secuestra a Connor, en un intento de protegerle. Su plan fracasa cuando es atacado y el niño es secuestrado por un antiguo enemigo, Daniel Holtz, quien perdió a su familia a manos de Ángelus y Darla doscientos años antes. Holtz huye a una dimensión demoníaca llevándose a Connor con él. Wesley consigue sobrevivir al ataque de Holtz, pero cuando Ángel se entera de que él tiene la culpa de que haya perdido a su hijo, intenta matarlo. Los chicos consiguen evitar que Ángel lo mate, pero Wesley es desterrado del grupo. Sin embargo, semanas más tarde, Connor vuelve. Curiosamente, ya no es un bebé, sino que vuelve como un adolescente al que Holtz ha criado como su propio hijo. Cuando Holtz hace parecer que su propia muerte ha sido a manos de Ángel, Connor encierra a su verdadero padre en un féretro y lo hunde en el fondo del océano.
A pesar del exilio al que le han sometido sus antiguos amigos y de su incursión al lado oscuro, Wesley logra encontrar a Ángel y lo rescata de su prisión acuática. Poco tiempo después, una infernal bestia emerge y obstruye el sol sobre Los Ángeles, trayendo la noche perpetua. En un intento desesperado de acabar con La Bestia, el grupo decide quitarle el alma a Ángel, liberando a Ángelus, recurriendo después a la ayuda de Willow y Faith para traer de vuelta a Ángel. Sus esfuerzos, sin embargo, no prevén la llegada de Jasmine, quien indirectamente era la responsable del trabajo de la Bestia (dentro del cuerpo de Cordelia, que al mismo tiempo obligaba a esta a hacer cosas). Jasmine resulta ser uno de "Los Grandes Poderes" que planea solucionar todos los problemas del mundo, dándole felicidad total a la humanidad a cambio de esclavitud espiritual. Jasmine, al salir, deja a Cordelia en un coma del que nunca puede recuperarse (después de nacer de ella).
Accidentalmente, Fred se inocula el antídoto contra el hechizo de Jasmine al entrar en contacto con su sangre y libera al resto del grupo, aunque ellos están desesperanzados ante su enorme inferioridad numérica contra los miles de seguidores de Jasmine. Al revelar el verdadero nombre de Jasmine, logran liberar a todo el mundo del hechizo. Al final de la cuarta temporada se encuentran con Lilah, quien aún después de muerta sigue trabajando para Wolfram & Hart, y les felicita por acabar con la paz mundial y les dice que como muestra de agradecimiento los Socios Mayoritarios les ofrecen la rama de la firma de Los Ángeles. En un intento de salvar a Connor y Cordelia (que está en coma), Ángel acaba aceptando el trato.
En la quinta temporada, el grupo intenta adaptarse a su nueva posición en la firma. Gunn se somete a un procedimiento mediante el que le introducen en el cerebro todas las leyes humanas y demoníacas, transformándole en un brillante abogado. Ángel recibe un sobre con un amuleto que resucita a un compañero de su pasado, Spike, el otro vampiro con alma, que había muerto en el final de la séptima temporada de Buffy, la cazavampiros para salvar el mundo. Cordelia regresa pero solo para despedirse de Ángel, ya que está muerta. Fred, finalmente, declara su amor a Wesley, pero poco después ella muere y es poseída por un poderoso demonio, de la raza de los Antiguos, llamado Illyria. Wesley, devastado y tocado por la pérdida de Fred, intenta ayudar a Illyria a adaptarse a su nueva forma y al nuevo mundo que desconoce. Ángel logra introducirse en El Círculo del Espino Negro, una sociedad secreta responsable de planear el Apocalipsis, y así, el equipo planea acabar con todos de forma simultánea. Esta es, probablemente, una misión suicida y por eso, todos deciden pasar el día anterior como si fuera el último. Esa noche el equipo lanza su ataque sobre el Círculo, dividiéndose los objetivos. Cuando Wesley es fatalmente apuñalado, Illyria preocupada por su seguridad, acude a su lado tras haber acabado con sus objetivos, pero no es capaz de hacer nada por él y le llora, impotente.
Una vez desmantelado el Círculo, Ángel, Spike, Illyria y Gunn, quien está herido de muerte, se reúnen en un callejón detrás del Hotel Hiperión. Esperan la llegada del ejército de los Socios Mayores, compuesto por toda clase de demonios. La serie termina con Ángel y su equipo preparándose para la batalla, diciendo: "No sé, pero personalmente quiero matar al dragón. A trabajar".

## Investigaciones Ángel
Ángel
Es un vampiro con más de doscientos años. Anteriormente fue un vampiro cruel y sangriento, conocido como Ángelus durante sus correrías por Europa. Fue maldecido por los gitanos con un alma tras asesinar a la hija del jefe de la tribu, para darle una conciencia que le produjera remordimiento por todos los años de asesinatos y torturas.
Ángel, atormentado por las acciones que cometió mientras no tenía alma y tras recibir la visita de un guía espiritual, intenta enmendar los crímenes que cometió, ayudando a Buffy, una joven cazavampiros, a luchar contra las fuerzas del mal.
Desarrollando su papel de espía y aliado comienza a adentrarse en el mundo de la cazadora y se convierte a la vez en protector y protegido. No tarda demasiado en enamorarse de la frescura de una cazavampiros distinta a todas las anteriores, pero este amor no será fácil y tendrá terribles consecuencias. Finalmente Ángel hace el amor con Buffy, pero se revela que parte de la maldición era perder el alma al obtener un momento de felicidad perfecto. Tras esto renacería como Ángelus y Buffy se vería obligada a asesinarlo, pero los poderes lo resucitarían nuevamente con alma.
Al final, Ángel se da cuenta de que él y Buffy nunca podrán estar juntos. Preocupado por el futuro de Buffy con él, de no poder darle una vida normal o una familia, Ángel toma la difícil decisión de marcharse de Sunnydale, después del día de la Graduación, dejando a Buffy.
Se muda a Los Ángeles, y tras unos meses solo, recibe la ayuda necesaria para poder redimirse, ayudando a otros. Doyle, un medio demonio con visiones, es enviado por los Grandes Poderes. Poco después, Ángel se encuentra con Cordelia Chase, una ex-compañera de clase de Buffy que se ha mudado a L.A. para cumplir su sueño de ser actriz. Los tres juntos fundan la agencia de detectives, especializada en casos paranormales, Investigaciones Ángel.
Cordelia Chase
Es un personaje originario de la serie de televisión Buffy, la cazavampiros, interpretado por Charisma Carpenter.
Es la típica chica guapa y rica que tras una desgracia de su padre se queda sin dinero. Después de terminar el instituto, se traslada a Los Ángeles donde intenta ser actriz, aunque sin mucho éxito. Tras coincidir con Ángel en una fiesta, empieza a trabajar para él. El personaje de Cordelia se enriquece con el tiempo. La superficial chica rica acaba convirtiéndose en el vínculo de Ángel con los Grandes Poderes y, lejos de resistirse, acaba por comprender que ella es la única esperanza para apaciguar el sufrimiento de muchos seres que la rodean. Se sacrifica por Ángel y es convertida en mitad demonio para poder soportar la dureza de las visiones que la poseen. No es hasta la tercera temporada que se da cuenta de que está enamorada de Ángel.
En la primera temporada, Ángel no sabe muy bien cómo encuadrar a este personaje que dice lo que siente, no lo que piensa, porque no es capaz de razonar. En la segunda temporada comienza a ser consciente de su misión de intermediaria. En la tercera, es ya un ser superior, equilibrado y con un gran poder. En la cuarta temporada, al volver de un plano superior, forma parte activa de un nuevo apocalipsis. Su última aparición, en un capítulo de la quinta temporada, será una de las más recordadas por los "angeladictos".
Doyle
Interpretado por Glenn Quinn, es un mestizo humano demonio benévolo que sirve de vínculo entre los "Grandes Poderes" y Ángel, ya que tiene visiones en las que aparece la situación que deberán resolver. Originalmente, era un maestro de primaria pero perdió interés en su vida tras descubrir su ascendencia demoníaca y solo se sentiría reencauzado tras comenzar a cooperar con Ángel. Siente una gran atracción por Cordelia aunque esta lo desprecia por su falta de dinero y aspecto poco atractivo y es por esto que él le oculta su naturaleza demoníaca; sin embargo a medida que Cordelia cambia, aprende a valorar la nobleza que algunas veces él demuestra.
Tras su muerte (a manos de "El Azote", salvando a un grupo de demonios), sus visiones son traspasadas a Cordelia, que asumirá sin mucho entusiasmo, la labor de su difunto amigo.
Connor
Interpretado por Vincent Kartheiser, es el hijo que Ángel tiene con Darla, el cual es secuestrado por Holtz y criado en una dimensión infernal. Cuando vuelve de ella, el tiempo ha pasado mucho más rápido para él, y nos encontramos con un adolescente de 18 años inmaduro, atormentado; con una enorme fuerza y destreza para la lucha, Holzt le ha criado como su hijo, inculcándole su propio odio contra Ángelus, sin decirle que su verdadero padre ahora tiene alma.
La venganza de Holtz surte efecto cuando Connor desprecia a su verdadero padre e intenta acabar con él repetidamente. Aparece en la 4.ª temporada siendo uno de los personajes más importantes, y durante la quinta haciendo pequeñas apariciones. Es una pieza clave para llevar a cabo el plan de Jasmine, puesto que esta lo utiliza para que fecunde a Cordelia y nacer de ella en la cuarta temporada. En la quinta solo aparece en dos episodios.
Wesley
Es un personaje de la serie de televisión Buffy, la cazavampiros, interpretado por Alexis Denisof, tal vez el personaje con mayor evolución a lo largo de la serie. Wesley aparece en Buffy después de que destituyan a Rupert Giles de su cargo como Vigilante de Buffy, para hacerse cargo de Buffy y de Faith, una cazadora que disfruta tanto matando como cualquier villano, que aparece después de la muerte de Kendra, otra cazavampiros. Durante su estancia en Buffy, la cazavampiros y en la primera temporada de Angel, el personaje de Wesley es retratado como un bufón, incompetente en lo que se refiere a la lucha pero muy inteligente. 

Si bien aquí es un personaje que intenta atraer al público de Buffy, acaba por evolucionar y convertirse en un magnífico aliado de Ángel. Justo, y ligeramente estirado, se enamora de una de sus compañeras sin demasiado éxito, también durante la tercera temporada de Buffy, él y Cordelia tuvieron un ligero flirteo que quedó en nada. Pero Wesley progresa desde un personaje casi cómico hasta convertirse en uno maduro, capaz e inteligente, dirigiendo durante un tiempo Investigaciones Ángel. A lo largo de las temporadas iremos viendo cómo gran parte de las inseguridades de Wesley residen en la figura atemorizante de un padre casi perfecto y demasiado exigente.
A partir de la tercera temporada y debido a varias tragedias y difíciles decisiones, Wesley desarrolla la parte más oscura de su carácter, convirtiéndose en un hombre solitario, serio y sombrío al que sus amigos han abandonado. Es en este periodo cuando inicia una relación con Lilah Morgan. Sin embargo, sigue luchando contra el mal por su cuenta y pese a todo ayuda a Ángel y los demás en varias ocasiones hasta la aparición de La Bestia, cuando regresa oficialmente al grupo.
Cuando la pandilla toma las riendas de Wolfram & Hart, él se hace cargo de la sección de textos antiguos. Es un personaje carismático, quizás el más reflexivo de la serie. Conoce la magia, historia e idiomas antiguos, es una mezcla entre un ser atormentado y patético. Como dice Ángel, él tiene que tomar las decisiones más duras y las tiene que tomar solo. Un gran personaje con un final triste pero emotivo.
Fred
Diminutivo de Winifred Burkle, interpretada por Amy Acker, es una estudiante de ciencias, intelectualmente superdotada que vivió durante 5 años en la dimensión de Pylea. Cuando Ángel la encuentra, el trauma de tener que sobrevivir en una dimensión infernal sin comprender lo que sucede, la ha hecho mentalmente inestable. Pero en las siguientes temporadas, el personaje evoluciona convirtiéndose en uno de los más entrañables, aprende a luchar y sus conocimientos de física le resultan útiles a la pandilla.
Ella realmente es un genio, y cuando la pandilla se hace cargo de la compañía Wolfram & Hart, ella se encarga de la sección de ciencias. Un gran personaje con un final triste. En la quinta y última temporada de Ángel, Fred es asesinada y posteriormente su cuerpo es poseído por el demonio Illyria.
Charles Gunn
Interpretado por J. August Richards, es la mano derecha de Ángel en lo que a batallas se refiere, un chico de las calles que organizaba a la gente de su barrio para luchar contra los vampiros y que termina formando parte de la pandilla la mayor parte de la serie, después que su hermana menor y motivo para cazar vampiros, se convirtiera y debiera asesinarla.
Durante algún tiempo mantiene una relación sentimental con Fred, que finaliza en la cuarta temporada cuando asesina al responsable del exilio dimensional de Fred para evitar que ella se manche las manos, lo que destroza su relación. En la última temporada deja de ser simplemente el matón del grupo cuando Wolfram & Hart le ofrece introducirle en el cerebro información en lo referente a leyes, idiomas demoníacos y alguna que otra información. En Wolfram & Hart él se encarga de la asesoría legal.
Spike
Personaje originario de la serie Buffy, la cazavampiros, interpretado por James Marsters. Este vampiro moderno, con un aire maléfico pero que en el fondo es sentimental, aparecerá en un capítulo de la primera temporada para quitarle el anillo de Amara a "Angel", el cual le haría invencible. Por lo tanto, secuestra a Angel y, a través de otro vampiro, intenta sacarle dónde está, y al no conseguirlo, vuelve a Sunnydale.
Regresa en la quinta temporada, como uno de los personajes principales, después de convertirse en un vampiro con alma y morir para salvar el mundo en la última temporada de Buffy, la cazavampiros. Averiguaremos de dónde viene ese odio que hay entre los dos vampiros, pero también la lealtad... y lucharán para ver quién es el vampiro de la profecía... Forma parte de la pandilla aunque manteniendo las distancias, el típico "chico malo" de los buenos.
Lorne
Interpretado por Andy Hallet, es un demonio empático venido de otra dimensión, aficionado a cantar y a beber alcohol. Tiene el poder de leer el "destino" de las personas cuando les oye cantar, pero no destaca por su habilidad en la lucha, aunque ha demostrado poseer un estilo de pelea propio ya que es parte de un linaje guerrero en su dimensión, pero no se siente cómodo con esta faceta por lo que no la usa muy seguido. Es por ello que forma parte del grupo en lo social, pero a la hora de las peleas se queda apartado. Es un personaje carismático que mantiene relaciones de complicidad con casi todos los componentes de Relaciones Públicas.
Illyria
Antiguo demonio reencarnado en el cuerpo de Fred, interpretada por Amy Acker. Ella mató a muchas personas en épocas antiguas, posee gran fuerza física y hasta tenía el poder de desacelerar el tiempo, aunque luego perdió este don.
Gwen Raiden
En la sexta temporada, Gwen proporciona a los humanos y los demonios buenos, santuario con la ayuda de Nina Ash y Connor después de que en Los Ángeles, fue enviado al infierno por los Socios Fundadores. Ella se une a Ángel en su batalla por el control de todo Los Ángeles. Gwen y Connor son románticamente involucrados, aunque la caída de Los Ángeles volvió su dispositivo de control ineficaz. Esta falta de control le había llevado a matar accidentalmente a un novio mientras estaban en la playa. Pronto, Gwen traiciona a la tripulación de Ángel con sus enemigos y, después de una breve lucha con el dragón de Angel, se sacrifica para destruir algunas de las legiones de dragones enviados por los Socios Fundadores, solo para ser revivido cuando los Socios Fundadores rebobinaran el tiempo. En la actualidad, es miembro a tiempo completo de Investigaciones Angel, a los que se unió en un intento de recuperar la confianza de Connor. Más tarde, Gwen captura el hombre gato Desdemona, creyendo que ella puede convertir a los humanos en animales. Sin embargo, el descubrimiento de que Dez en realidad estaba revirtiendo la transformación involuntaria de los animales a los seres humanos, así como el trato inhumano de Gwen hacia ella, solo aumenta la hostilidad de Connor con ella. Es una de las personas en la lista negra de Eddie Hope.
Kate Lockley
Es una detective de la policía que cumple con Ángel en la primera temporada, segundo episodio. Actúa como un contacto con la policía. Hay indicios iniciales de un romance entre los dos, que desaparecen cuando Kate se entera de la situación de Ángel como vampiro. Pronto, ella se obsesiona con lo oculto, cayendo en una espiral negativo, solo mejorado por su desconfianza de Ángel y la muerte de su padre, el hombre que con una sola mano que tenía, la levantó y que fue también oficial de policía, retirado pero respetado. Sus obsesiones crecen hasta convertirse en un odio general a los vampiros, incluyendo Ángel, y al bufete de abogados de Wolfram & Hart. Ángel, de manera similar obsesionado con la firma, hace caso omiso de Kate, y por lo tanto casi llega demasiado tarde cuando ella intenta suicidarse. Capaz de salvarla, los dos se reconcilian, pero Kate decide salir de Los Ángeles. Ella fue despedida de la policía, y no vuelve a aparecer. Antes de irse, fortalece la fe de Ángel en los poderes superiores, mencionando que él era capaz de entrar en su apartamento a pesar de que ella nunca lo invitó a entrar, dejando a la audiencia que especulara si realmente Ángel llegó a tiempo para salvarla. Kate vuelve aparecer en la sexta temporada y se une al equipo de Ángel para luchar contra el mal.
Betta George
Es un gigante telepático pescado, una Splenden Bestia, que aparece únicamente en ángel cómics. Creado por Brian Lynch, aparece por primera vez en Spike: Asilo y en el posterior Spike: Shadow Puppets. A Joss Whedon le gusta Betta George y decidió que el personaje debía aparecer en la sexta temporada, uniéndose al equipo de Angel. En la serie, se le describe como un Splenden Bestia, una raza de demonios de pescado como posesor de extremos potentes poderes telepáticos, en la medida en que incluso pueden leer la mente de los vampiros, que suelen ser inmunes a la telepatía. George se va de mala gana a trabajar para Kr'ph, el señor de los demonios de Westwood en el Hellbound Los Ángeles. Kr'ph es asesinado por el vampiro Charles Gunn, quien secuestra a Betta George. Gunn utiliza habilidades de George para permitirse a sí mismo entrenar contra cautivos Slayers. Cuando George, liberado, se reúne con Spike y se presenta a Ángel, es su manera de informar al equipo de motivos y plan para la destrucción de un Illyria enfurecido. Ángel instruye a George para llenar la mente de Illyria con Wesley y los recuerdos de Spike de Fred, Illyria aturdido es derrotado por los Socios Fundadores.
Desdémona o Dez
Es una mujer gato que aparece en la sexta temporada. Dez fue una vez un jaguar cachorro, que fue capturado por sacerdotes mayas y se transforma en un ser humano junto con su hermana, Penélope (Pen, para abreviar). Las dos fueron criados para ser sacerdotes "guerreros jaguar", para luchar de su lado durante una profetizado Apocalypse (presumiblemente el Shanshu Profecía ). Fueron sometidas a rituales mensuales para retener su forma humana, pero también se mantuvieron prisioneras y golpeadas. Con el tiempo, cada vez más cansados de ser tratadas como animales comunes, Dez y Pen escaparon y viajaron a Los Ángeles, al igual que los Socios Fundadores, transportados en el Infierno. Dez encontró trabajo como asesina para el Señor de los Demonios de Sherman Oaks, pero Pen comenzó a revertir a su forma de felino; Dez intentó realizar el ritual, pero fracasó cuando los socios mayores regresaron a la Tierra y Pen posteriormente desapareció. Poco después, los animales a través de LA se están transformando en seres humanos, y Dez, dándose cuenta de que ellos no querían serlo, se esfuerza por cambiarlos de nuevo. Al hacerlo, se le ordenó asesinar a Ángel para pagar su deuda a su Señor, pero ella se negó y se unió a Investigaciones Angel, quien, después de algunas dificultades por sus motivos, la ayudó a regresar a los animales transfigurados a la normalidad. Algún tiempo después, el efecto secundario místico del periodo de calor de Illyria causa a Dez para participar en una de tres vías con Angel y Kate Lockley. Poco después, sin embargo, Liss Hubble, un demonio alma chupador, enviado por James para destruir a Angel y Spike, ataca Investigaciones Angel y consume el alma de Dez antes de ser asesinado por Ángel, que promete a Illyria como lloraría por su compañero caído.
Laura Kay Weathermill
Es un exmiembro de la Consejo de Vigilantes que aparece en la sexta temporada. A pesar de su apariencia juvenil, tiene cuarenta y muchos o cincuenta y pocos años, después de haber estado trabajando para el Consejo durante cuarenta y siete años. Después de que el Consejo fue destruido por agentes del Primer Mal y posteriormente reconstruida en mejores pretextos por Buffy Summers y sus aliados, Laura abandonó la buena batalla y se centró en cambio en la fabricación de dinero. En un momento, fue contratada por Innovation Labs, cuyos intentos de duplicar el estado de Angel como un vampiro con alma había fallado, pero ella simplemente apostó todos sus clientes de vampiros de plano. En una reunión Ángel y Illyria en el proceso de sus Innovation Labs destruyendo, ella ensambló posteriormente Investigaciones Angel como su nuevo especialista en investigación e inteligencia. Al entrevistar a los miembros del equipo, descubrió la verdadera naturaleza demoníaca de Santiago y posteriormente fue golpeado hasta quedar inconsciente y se fue con una pierna rota. Después de recobrar el conocimiento, fue confrontada por Spike, quien le preguntó acerca de la naturaleza precisa de las profecías y si estuvieron siempre explícitas sobre cualquier cosa (curioso sobre si la Shanshu Profecía fue verdaderamente para Angel), solo para los dos para tener relaciones sexuales debido a los místicos efectos secundarios de Illyria en el periodo de calor. Más tarde, cuando Liss ataca AI bajo las órdenes de James y afirma que Spike es actualmente sin alma, Laura intenta debilitarla mediante la mezcla de la sangre de Illyria con una poción en un baño, aunque el intento falla y Liss mata a Dez antes de ser asesinada por Angel, a su vez. Posteriormente, Laura descubrió que Liss no pudo detectar el alma de Spike porque había sido infectado con un parásito espiritual raro, cuando fue revivido como un fantasma en Wolfram & Hart, y se compromete a intentar un ritual para quitarlo del organismo de Spike.
Polifemo
Es un Monasterenser Magnaserm, una criatura como una roca que funciona como una biblioteca viviente para obtener información sobre los seres sobrenaturales, introducido en Ángel: El Síndrome del Príncipe de la Corona. Él se asoció con Laura Weathermill, y se une a Investigaciones Angel cuando lo hace. A través de él, la verdadera naturaleza de James se revela. Además, cuando Ángel se reveló a tener el poder de regenerar extremidades perdidas, Polifemo revela que esto se debe a un trastorno místico que está cambiando el mundo de forma natural y sobrenatural.

## Villanos
Wolfram & Hart es una firma de abogados internacional e interdimensional, cuya historia proviene de una antigua organización demoníaca. Al inicio de la serie, la firma es relativamente débil, pero con el paso de las temporadas su poder se va incrementando, revelando que la firma está dirigida por unos seres llamados los Socios Mayores que ejercen su voluntad en la Tierra a través de varias organizaciones poderosas, entre ellas, Wolfram & Hart. La firma tiene oficinas en el mundo entero, con el fin de promover la violencia, los conflictos y el odio, a la espera del gran Apocalipsis. Es el enemigo número uno de toda la serie de Angel, ya que es protagonista en todas las temporadas y gracias a este enemigo, otros enemigos como Darla aparecen en la serie
'Los Socios Mayoritarios son los que mueven los hilos de Wolfram & Hart. Hablan de ellos a lo largo de casi toda la serie, pero sólo hay una aparición de uno de ellos, en el capítulo Repetición de la segunda temporada. Son una organización demoníaca que habita en un plano diferente desde la época en que los demonios poblaban la Tierra, cuyo fin es llevar el Apocalipsis a la Tierra y quizás a otras dimensiones.
Lilah Morgan, interpretada por Stephanie Romanov. Aparece por primera vez en el episodio Combate a muerte de la primera temporada y aparece regularmente hasta el final de la cuarta temporada. Lilah es una abogada sin escrúpulos del bufete de Wolfram & Hart. En su primera aparición intenta convencer a Angel para que trabaje para ellos. Tras la negativa del vampiro, ella y Lindsey McDonald intentan acabar con Angel contratando a Faith Lehane, La Cazavampiros renegada.
La rivalidad entre Lilah y Lindsey alcanza su auge después de que Darla y Drusilla acaben con decenas de abogados de la firma, dejando solo a ellos dos con vida, para disputarse la vicepresidencia de Proyectos Especiales de Wolfram & Hart.
Después de la marcha de Lindsey, Lilah cede ante su personal vendetta contra Angel, atacando primero a Cordelia y después a un recién nacido Connor. Lilah se pone en contacto con Daniel Holtz y llegan a un trato para secuestrar al hijo del vampiro, quienes acaban en otra dimensión. Al final de la tercera temporada, tras la traición de Wesley a Angel y haber sido expulsado de Investigaciones Angel, Lilah y el ex-Vigilante comienzan a acostarse juntos. Su relación continúa hasta la mitad de la cuarta temporada, después de que la Bestia destruya las oficinas de Wolfram & Hart y Lilah sea asesinada por Cordelia. Aunque muerta, Lilah sigue trabajando para el bufete, por eso reaparece al final de la temporada con una tentadora oferta que hacerle a Angel y sus amigos.
Lindsey MacDonald, interpretado por Christian Kane, es el primer abogado que conocemos de Wolfram y Hart durante la primera temporada y más concretamente en el primer capítulo. Es un personaje que se repite durante las cinco temporadas experimentando una maduración que pasa por todas las fases imaginables. Tras unos remordimientos por los trabajos de Wolfram y Hart decide pedir ayuda a Ángel por una actividad que considera poco ortodoxa, aunque no aprende: decide volver al bufete de abogados con un sueldo de seis cifras y un despacho propio. Después, cuando todas las instalaciones de Wolfram y Hart de los Ángeles quedan a disposición de Ángel y su equipo, Lindsey, que pareció desaparecer definitivamente y dedicarse a la vida bohemia, vuelve a Los Ángeles para arrebatarle a Ángel la dirección de Wolfram y Hart, un sueño que ha tenido toda su vida y por el que es capaz de hacer cualquier cosa.
Holland Manners, interpretado por Sam Anderson. Abogado, socio y "vicepresidente" de Wolfram & Hart, pero lo más importante es que está al mando de las "operaciones especiales". No parece importarle lo más mínimo que pueda morir gente en sus "operaciones", ni siquiera enviar a una asesina para que mate a unos niños. Su plan maestro fue traer del infierno a Darla para que distraiga a Ángel; lástima que Darla volviera como humana, tenga alma y esté enferma, pero Holland tenía un plan alternativo: Drusilla, la que consigue que Darla vuelva a ser vampiresa y Holland les pide a ambas que provoquen una gran masacre para distraer a Ángel...
Probablemente Holland debió haber especificado más esto, porque Darla y Drusilla sí provocan una masacre: Asesinan a todo el equipo de operaciones especiales de Wolfram & Hart (menos a Lindsey y a Lilah). A Holland, en concreto, lo mata Darla de un mordisco sin que Ángel (que está delante) haga nada para impedirlo.
Nathan Reed Tras la muerte del encargado de "operaciones especiales" Holland Manners, Nathan acude a Los Ángeles para tomar el mando de la oficina. Pone de sustitutos a Lilah Morgan y Lindsey McDonald, en periodo de prueba hasta que decida cual de los dos es la más capacitada. Nathan prohíbe que se mate a Ángel, porque los Socios Mayores le necesitan para el Apocalipsis. Al final, decide que Lindsey quede al mando de las "operaciones especiales" y le recompensa regalándole una mano que sustituya a la que Ángel le amputó; el resultado será que Lindsay disparará contra él (aunque falla y Nathan ni se inmuta), dimitirá de todos sus cargos y se irá.
Tras la salida de Lindsey, Nathan abandona Los Ángeles y deja a Linwood Murrow al mando de Wolfram & Hart y a Lilah Morgan al frente de las "operaciones especiales".
Linwood Murrow, interpretado por John Rubistein, asume la presidencia de la oficina de Los Ángeles de Wolfram & Hart a partir de la tercera temporada. Linwood es el encargado de supervisar las "operaciones especiales", ahora dirigidas por Lilah Morgan y Gavin Parks. Es prepotente y no para de meterse con Lilah, actitud en la cual culminará con su terrible final: comete el error de burlarse de la relación que Lilah mantiene con Wesley y esta, en réplica, le corta la cabeza. Después de esto, es sustituido por la propia Lilah.
Gavin Parks es un presumido abogado del nuevo grupo de operaciones especiales de Wolfram & Hart, interpretado por el actor Daniel Dae Kim. Aparece por primera vez intentado desahuciar a Ángel del Hotel Hyperion. Gavin, inicialmente, ataca a Lilah cada vez que esta se le enfrenta, pero cuando esta asume la presidencia de la Firma, Gavin tiene que soportar todas las humillaciones de Lilah. 

Cuando La Bestia ataca Wolfram & Hart, Gavin intenta huir, pero es atrapado por el demonio, que le rompe el cuello y lo mata.
Lee Marcer aparece en la primera temporada como un abogado del equipo de "operaciones especiales" del bufete de Wolfram & Hart. En su primera aparición en la serie, es el abogado de un peligroso gánster llamado Little Tony, a quien ayuda a fugarse de la cárcel. Lee es el artífice del fichaje de Faith como asesina para matar a Ángel, pero acabará siendo apaleado por ella.
Su vida acaba cuando Holland descubre que tenía planeado cambiarse de bufete (a Clane & Gabler) y llevarse a algunos clientes con él. Holland le hace un gesto a un guardia de seguridad y este le vuela la cabeza a Lee de un disparo, delante de todos los demás abogados.
Russell Winter tiene el dudoso honor de ser el primer villano vencido por Ángel en la serie. Es un gran empresario de Los Ángeles, pero también es un vampiro cliente de Wolfram & Hart, que le encubre todos sus crímenes. Russell se supone que se encarga de "ayudar" y asesorar a chicas descarriadas, pero parece que también las mata, o eso por lo menos es lo que hace con Dennis y Tina; esta última, se supone que estaba protegida por Ángel, pero no pudo evitar su muerte. Ángel sí consiguió evitar que Russell matara a Cordelia, su siguiente víctima. Su abogado, Lindsey McDonald, se encarga de que Russell no sea acusado oficialmente de sus asesinatos...
En vista de que por los tribunales no consigue nada para frenarlo, Ángel termina con este vampiro de una forma muy peculiar: agarra a Russell y lo tira por la ventana, donde en contacto con la luz solar, Russell no tarda en desintegrarse...
Eve, interpretada por Sarah Tompsom, aparece en la quinta temporada como el contacto entre los Socios Mayores y Ángel. Aunque posee apariencia humana, Eve es en realidad una de los Vástagos de los Socios Mayores, creada exclusivamente para transmitir sus ofertas.
Aunque durante la fiesta de Halloween, bajo un hechizo, acaba acostándose con Ángel, Eva mantiene una relación con Lindsey MacDonald. Los dos desarrollan un plan para lentamente desmoralizar a Ángel. Entre ambas consiguen crear un hechizo para hacer creer al grupo que la existencia de dos vampiros con alma desequilibra el destino del universo, logrando así enfrentar a Ángel y Spike por el ShanShu. A continuación, Lindsey empieza manipular a Spike, intentando convertirle en la figura del campeón que era Ángel antes de aceptar la presidencia de Wolfram & Hart. Incluso consiguen implantarle a Ángel un parásito demoníaco que le causará vívidas alucinaciones en las que Spike se ha convertido en el paladín de Los Poderes y Ángel en un perdedor.
Sin embargo, esta maniobra acabará por descubrir parte de los planes de Eve, quien escapa para esconderse en el apartamento de Lindsey bajo un conjuro de ocultación para que Los Socios Mayores no puedan encontrarla.
Hacia el final de la temporada, se convierte en un personaje oscuro y malévolo que solo se guía por sus propios intereses, pero a la vez débil y sin fuerzas para luchar por sí sola.
Cuando Lindsay es enviada al infierno por Los Socios Mayores, Eve es perseguida por el nuevo contacto de Wolfram & Hart, Marcus Hamilton, el cual le hace firmar un contrato, donde renuncia a la inmortalidad y a la eterna juventud.
Tras la siniestra predicción de Lorne sobre su futuro próximo, Eve comprende que ya no es nadie y se plantea a dónde ir y qué hacer. Cuando el edificio está a punto de derrumbarse, Eve se queda parada.
Marcus Hamilton, interpretado por Adam Baldwin, aparece en la quinta temporada.
Es el nuevo contacto con los Socios, tras la traición de Eva, mucho más severo que ella, y apenas deja margen de maniobra al equipo de Ángel.
Marcus termina enfrentándose con Ángel después de que el vampiro revele su traición a los Socios Mayores. Ángel, con la ayuda de Connor, logra vencerlo, después de que el mismo Marcus desvele su talón de Aquiles al revelar que lleva el poder de los socios en su sangre, lo que el vampiro aprovecha para su propio beneficio, al drenar su sangre y tomar su poder.
Con la muerte de Marcus, se completa el plan de asesinar a todos los agentes de los Socios Mayores, conduciendo al final de la serie, donde Ángel se reúne con los supervivientes del equipo, dispuestos a enfrentarse a la batalla contra los demonios que los Socios han liberado como castigo por su traición.
El doctor Sparrow, interpretado por Marc Vann, aparece en tres episodios de la quinta temporada de Ángel: "Conviction", "Smile Time" y "conchas".
Sparrow es un cirujano que realiza contratos de Wolfram y Hart. En "Conviction", a las órdenes de los Socios Fundadores, Sparrow implanta Gunn con absoluto conocimiento de todas las leyes humanas y demoníacas, lenguas demoníacas, las técnicas de golf, y composiciones de Gilbert & Sullivan, él la cabeza de Wolfram & Asesoría Jurídica de Hart haciendo así. El siguiente aparece en "El tiempo de la sonrisa", cuando Gunn descubre que está perdiendo sus actualizaciones mentales; no querer volver a ser simplemente "el músculo" de la tripulación de Angel, Gunn hace un trato con Sparrow: a cambio de obtener un sarcófago fuera de Aduanas, la actualización se ha mejorado y permanente. En "conchas", Sparrow se revela como un adorador de Iliria, conspirar con Knox a resucitarla usando Fred cuerpo 's. Al descubrir esto, Gunn asalta Sparrow, exigiendo el conocimiento de cómo traer Fred atrás y expulse Illyria de su cuerpo, pero Sparrow le informa con calma que el alma de Fred fue completamente destruida cuando Illyria fue resucitado, por lo que Fred está de hecho ha ido para siempre. Después de decirle a Gunn que ahora tiene que vivir con las consecuencias de su negocio, él es culatazo por Wesley y posteriormente torturado por Pico, en última instancia, revelando planes de Illyria. Sparrow regresa en el post- Not Fade Away cómico Ángel: Old Friends, en la que él crea clones malvados de la Investigaciones Angel equipo como la última vez los vio y les envía a destruir los originales. Ángel, Spike, Gunn y Illyria toman fácilmente cuidar de los dobles variados y realizar un seguimiento Sparrow abajo. En última instancia, el clon de Angel (el último que queda vivo) traiciona a Sparrow y destruye su obra antes de morir él mismo.
Eddie Hope Eddie Hope es una -la manipulación de hielo diablo que aparece en la serie en curso IDW. Después de los Socios Fundadores tomaron de nuevo el otoño, Eddie se embarcó en una campaña para destruir a las personas que se sabe han cometido atrocidades en tiempos de Los Ángeles en el infierno. Se ha demostrado recientemente que viene después de Gunn debido a sus acciones en el infierno como un vampiro.
Jamaerah Jamaerah o James, se introduce como miembro de los potentados, un guerrero de la raza de los ángeles en el servicio a los poderes fácticos, que aparece en la post- Ángel: después de la caída del cómic. Fue creado por el escritor de fantasía Kelley Armstrong. En algún momento de su historia de fondo, James desobedeció las órdenes de los Poderes y fue condenado a vivir en la Tierra desde hace un siglo como castigo. Mientras que Los Ángeles estaba en el infierno, un ejército de Potentados luchó contra las fuerzas de los Socios Fundadores. Cuando se revirtió el tiempo, todos ellos fueron capturados, y James fue enviado al hospital, donde fue rescatado por Ángel, que le ayudó a localizar a los otros potentados. Sin embargo, Ángel se volvió contra los potentados cuando descubrió que estaban cazando y matando a los seres humanos por delitos que no han sido aún cometer, y James se puso de parte de él. A medida que su misión no era matar a Angel, los potentados se retiraron, y James se unieron a Investigaciones Angel. Sin embargo, cuando el ex Vigilante Laura Kay Weathermill se unió al equipo, el verdadero propósito de James fue revelado en Bill Willingham 's arco de la historia "La inmortalidad para Dummies". Él no era en realidad un ángel, pero un as-aún no identificado de mayor potencia demoníaca que supuestamente había "comprado" la Tierra de su hermana y había sido "el examen de su propiedad." Su engaño expuesto, se escapó, pero no antes de vencer a Laura inconsciente y estafando a las manos y los pies de Angel con sus propias manos, posteriormente, convocar a un demonio alma chupadores de matar Angel y Spike mientras que él lleva a cabo sus planes. Recientemente se ha revelado que James tiene la intención de transformar la Tierra en un criadero demoníaca usando a los humanos como incubadoras, a partir de estos planes mediante la donación de alimentos atada a la gente en un refugio sin hogar de Anne Steele.
Liss Hubble Liss Hubble es un Eater Soul que aparece en el arco "Connorland" IDW. Poco después de que James está marginado como un demonio por Laura Weathermill, levanta Liss desde el cuerpo de un arrendatario apartamento asesinados y la envía después de que Angel y Spike. La localización de Bradley Hubble, un cliente de Investigaciones Angel, Liss lo usa para entrar en el Hyperion y usa su cuenta sin pagar como excusa para conocer a Angel y Spike. Al hacerlo, se lesiona ambos vampiros y luego declara que Spike es aparentemente sin alma. A pesar de este choque, Spike e Illyria someter con éxito Liss, y ella se mantiene bajo el agua en una bañera llena de una mezcla de una poción y la sangre de Illyria durante cinco horas. Finalmente, el Liss hambrienta escapa y devora el alma de Desdémona antes de ser decapitado y apuñalado en la espina dorsal más baja por Angel.
Sahjhan es retratado por el actor Jack Conley. Sahjhan es uno de una raza de demonios conocidos como el Granok que prosperan en el caos y la violencia. El Granok son pálido y desfigurado, con el rostro cubierto de cicatrices y marcas. Sahjhan y el resto de su especie se hicieron inmateriales por Wolfram y Hart. Mesekhtet (la niña en el Salón Blanco) afirma que esto era porque le gustaba problemas, pero odiaba el caos del Granok traían. Una vez que un ser inmaterial, sin embargo, se convirtió en Sahjhan capaz de teletransportarse a través del tiempo y las dimensiones, lo que le valió el apodo Timeshifter. Sahjhan afirma haber inventado el horario de ahorro, a pesar de que tiene una tendencia hacia el sarcasmo y el ingenio seco. Sahjhan es responsable de traer cazador de vampiros Daniel Holtz hasta el presente. Sahjhan afirma tener un rencor contra Ángel, sin embargo, su plan es, de hecho, para usar Holtz para matar al hijo de Ángel Connor debido a las profecías en el Nyazian pergaminos que predicen Connor matándolo. Con el fin de confundir a Ángel y sus amigos, Sahjhan hecho puede alterar el pasaje de la profecía de su muerte, el paso ahora lee "El Padre matará al Hijo", lo que lleva a la conclusión de Wesley Ángel matará a Connor. Sin embargo, Sahjhan se impacienta con Holtz, quien, en lugar de matar a Connor, establece y ejecuta un elaborado plan para secuestrar al hijo de Angel. Sahjhan busca la ayuda de Wolfram & Hart 's Lilah Morgan, estableciendo así una cadena de acontecimientos que termina con Holtz de desaparecer en una dimensión conocida como el infierno Quor-Toth, teniendo Connor con él. Algún tiempo después, Angel utiliza un hechizo para recorporealize Sahjhan, decidido a matarlo en venganza por la desaparición de Connor, solo para terminar casi se mató. Más tarde, Justine encarcela Sahjhan en Holtz Resikhian Urna como venganza por la desaparición de Holtz, que ella atribuye a Sahjhan. Sin embargo, Angel todavía quiere venganza y esperar la oportunidad adecuada. Dos años más tarde, Sahjhan es liberado bajo la mirada de su enemigo Cyvus Vail, quien Sahjhan había intentado matar en un número de ocasiones. A pesar de querer matar a Sahjhan mismo, Angel regañadientes acepta que Connor frente al demonio. Minutos más tarde, después Sahjhan revela que él es directamente responsable de enviar a Connor a Quor-Toth, él es asesinado por Connor, y así la profecía de los Rollos del Nyazian se cumple finalmente, después de todos sus esfuerzos para evitarlo. Las acciones de Sahjhan, que bajo una paradoja predestinación tanto de los Rollos del Nyazian y su propio tiempo viaja, condujeron a una serie de eventos que causa su propia muerte: enviando Connor a Quor-Toth, sin darse cuenta, proporcionado Connor el motivo y lo convirtió en una muy combatiente experto.
Senadora Helen Brucker, interpretada por Stacey Travis no es un ser humano real, pero un demonio "instalado" en el cuerpo de una mujer, las circunstancias detrás de esto son desconocidas, pero el proceso aparentemente altera la química de su cuerpo en la medida en que la sangre de su anfitrión era verde. Su ambición es llegar a ser Presidente de los Estados Unidos en el 2008 gracias a la ayuda financiera de los países hostiles y la gran influencia que ella posee como miembro del Círculo del Espino Negro. Ella también tiende a rodearse de vampiros, que trabajan tanto como sus guardaespaldas y personal de campaña. Ella es también un cliente de Wolfram & Hart, al menos desde los tiempos de Holanda modales. Senadora Brucker visita Wolfram & Hart para obtener la ayuda de la empresa de derrotar a su rival Mike Conley, también candidato al Senado. Ella planea tener Conley lavado el cerebro para convertirse en un pedófilo por lo Brucker puede ganar el 'voto chick'. Como parte del acto pone en escena para hacer el Thorn Negro cree que ha sido corrompido por el poder, Angel se compromete a ayudar a senador Bruckner y tener Conley lavado el cerebro en los siguientes días. Brucker está presente en el inicio de Angel en el Círculo del Espino Negro, participando en la tortura de Drogyn. Antes de revelar a sí misma a Angel, que llevaba una de color bronce Tre Facce máscara. Cuando Ángel y su equipo están de acuerdo para acabar con todos los miembros de la Thorn Negro, Gunn es enviado a matar a la senadora Brucker en su sede de campaña, una misión en la que lo consigue. La mata por tirar un hacha en la cabeza.
Bestia.
Es un demonio, interpretado por Vladimir Kulich. Él es muy fuerte, capaz de derrotar a la totalidad del equipo más la fe Investigaciones Ángel con relativa facilidad, y posee una piel como una roca, haciéndole altamente resistente al daño físico. Aparece por primera vez en la cuarta temporada episodio " Apocalipsis, Nowish ", cuando él rasga su salida de la tierra desde el infierno dimensión a la que fue desterrado previamente. Los primeros en encontrar la Bestia son Cordelia Caza y Connor, que encuentran la Bestia llegar a la Tierra en el punto exacto en el que había nacido Connor. Una lucha sobreviene, en la que tanto Connor y Cordelia se lesionan. Creyendo que tiene algo que ver con el apocalipsis, Connor se distancia de sus compañeros de equipo, que no confían en él. Ángel, Gunn y Lorne deciden asumir la bestia. Wesley les vuelve a unirse para ayudar en la batalla, pero ellos fallan, sin embargo, y son todos gravemente herido. La Bestia evoca entonces una lluvia de fuego sobre Los Ángeles, despertando Jasmine interior de Cordelia, y haciendo que la posesión de Cordelia por Jasmine.
Skip (interpretado por David Denman es un demonio formidable y poderoso, cuyo cuerpo está chapada en armadura. Él aparece en cuatro episodios de la serie. El demonio se divierte una personalidad carismática confiado y con frecuencia hace referencias humorísticas a la cultura popular humana y vuelta-de la frase, que afirma haber visto y amado The Matrix, pero no amado Gladiador. La historia y la naturaleza de la cubeta es en gran parte desconocido ya que gran parte de lo que dice Skip más tarde se revela como una mentira. Salta se revela para ser un sirviente de Jasmine que se utiliza para engañar a Cordelia de Chase para convertirse en un recipiente para la posesión y el nacimiento de Jasmine.
Angelus reaparece como villano durante seis capítulos de la cuarta temporada. Cuando el grupo se da cuenta de que Angelus conoce a la Bestia, pero Angel no lo recuerda, deciden que la única manera de averiguar cómo poder detener a la Bestia es liberar a Angelus. De modo que Angel tiene que enfrentarse a uno de sus mayores miedos, perder su alma y convertirse en su álter ego maligno para poder derrotarla. Con la ayuda de un oscuro místico, despojan a Angel de su alma y encierran a esta en una botella, la cual guardan en la caja fuerte del Hyperión. Sin embargo, Angelus está más interesado en sacar todos los trapos sucios que conoce de sus compañeros para hacerles daño, que en ayudarles a destruir a La Bestia. Finalmente Cordelia llega a un acuerdo con él y Angelus les cuenta todo lo que sabe sobre la Bestia, pero cuando los chicos vuelven a buscar su alma para devolvérsela esta ha desaparecido. Aun así, el grupo utiliza la magia negra, a expensas de una supuesta visión de Cordy para devolvérsela. Angelus les hace creer que vuelve a ser Angel y consigue escapar del hotel. Ante la imposibilidad de capturar a Angelus por sus propios medios, Wesley ayuda a Faith a escaparse de la cárcel. Esta consigue capturarle aunque casi muere en el intento. Willow llega a la ciudad en el capítulo "Orpheus" para ayudar a restaurar el alma de Angelus, quien junto con Faith está sumido en un profundo sueño al borde de la muerte, paseando por los recuerdos de Angel/us.
Jasmine aparece en la cuarta temporada como una diosa que intenta convencer a la humanidad de vivir en paz y armonía y felicidad, para que la adoren valiéndose de sus poderes de convicción. Personaje maravilloso y terrible. Hacía creer a las personas que vivían en paz y amor, las personas se reunían en el hotel de Ángel y se los devoraba, ella los tenía en un especie de control cerebral, solo Fred se dio cuenta de la verdadera cara de Jasmine e intentó convencer a los demás compañeros, y gracias a una bala que atraviesa el hombro de Jasmine y golpea a Ángel con la sangre de ella Ángel puedo ver la verdad. Al final ella es asesinada por Connor.
'Nash & Perla' eran poderosos medio demonios que estaban al servicio de Crepúsculo. Llamaron la fuerza de las emociones primarias y podría generar armas de energía, así como hornos vigas verdes de sus ojos. Su madre era un ser humano que intencionalmente criado con un demonio, en la creencia de que sus hijos representan la "próxima etapa de la evolución." Tratando de impresionar a su maestro, los dos de ellos masacraron a toda una Slayer plantilla con la excepción de Nadira. Después de la caída del crepúsculo, Pearl y Nash fueron reclutados por Whistler para vengarse de Ángel y de alguna manera "salvar el mundo" y dar a luz el próximo paso de la evolución.
'Whistler' era el alias tomado por un demonio con forma humana que, a pesar de sus orígenes, sirve a los Grandes Poderes. Él fue quien reclutó a Buffy y Ángel al lado del bien.

## Temporadas
| Temporada | Temporada | Episodios | Episodios | Emisión original         | Emisión original   |
| Temporada | Temporada | Episodios | Episodios | Primera emisión          | Última emisión     |
| --------- | --------- | --------- | --------- | ------------------------ | ------------------ |
|           | 1         | 22        | 22        | 5 de octubre de 1999     | 23 de mayo de 2000 |
|           | 2         | 22        | 22        | 26 de septiembre de 2000 | 22 de mayo de 2001 |
|           | 3         | 22        | 22        | 24 de septiembre de 2001 | 20 de mayo de 2002 |
|           | 4         | 22        | 22        | 6 de octubre de 2002     | 7 de mayo de 2003  |
|           | 5         | 22        | 22        | 1 de octubre de 2003     | 19 de mayo de 2004 |

### Primera temporada
En LA, Angel pasa unos cuantos meses solo, patrullando por callejones oscuros, luchando contra vampiros que cazan por allí. Pronto, recibe ayuda en sus intentos para redimirse en el servicio para los demás. Primero, Doyle, un mitad-demonio es enviado por Los Poderes. Casi inmediatamente después, Angel salva a Cordelia Chase, una compañera de Buffy quien también se mudó a LA para buscar dinero y fama. El trío forma Investigaciones Angel, cuya misión es "Ayudar a los Necesitados". Doyle, amigo de Angel y la única conexión con Los Poderes, se sacrifica en el episodio "Héroe" para salvar a los demás, haciendo que Angel se vuelva aún más protector con aquellos a quien admira. Wesley Wyndam-Price, quien brevemente fue el Vigilante de Buffy y Faith en Sunnydale, llega a LA diciendo que es un cazador de demonios, y que trabaja solo. Después de su primer caso, sin embargo, está deseoso de quedarse con ellos y ayudar a Angel y Cordelia en sus misiones. Unos cuantos meses después, se les une un luchador de demonios, Charles Gunn. Durante ese tiempo, tres jóvenes asociadas a Wolfram y Hart, Lindsey McDonald, Lee Mercer y Lilah Morgan, intentan que Angel sea asesinado por una cazadora, Faith. Bajo la influencia de Angel, Faith empieza su camino a la redención, incluso entregándose a la policía como un primer paso.

### Segunda temporada
Mientras Angel sigue ayudando a los necesitados en Los Ángeles, sus acciones buenas empiezan a interrumpir los planes de la firma de abogados demoníaca, Wolfram y Hart. En un intento de controlarlo, la firma resucita a la persona que lo convirtió y su antiguo amor, Darla, quien vuelve a la vida más como una humana que como una vampiresa. Wolfram y Hart entonces invocan a Drusilla, quien convierte a Darla nuevamente en vampiresa. Angel se vuelve malo, despidiendo a su equipo y embarcándose en una lucha contra la firma de abogados y de nuevo uniéndose a Darla y Dru, aunque luego ayuda a Lorne a prevenir el Fin del Mundo cuando un intento para parar el tiempo sale mal. Un momento de claridad le sigue a un acto desesperado, y Angel se da cuenta de que su propósito todavía es hacer todo el bien que pueda, incluso si no puede hacer todo el bien que quiera, porque, en un mundo donde no hay un gran plan final, un solo acto de amabilidad puede hacer una gran diferencia en el mundo. Teniendo la esperanza de recuperar a su chico Angelus, de vuelta, Darla se horroriza y se pone furiosa de la epifanía de Angel, y deja Los Ángeles. Después de una difícil reconciliación que hacía que Wesley no fuera más el líder del nuevo grupo, el equipo de Investigaciones Angel se encuentran siendo transportados a una dimensión demoníaca. Después que Angel derrotara al hasta entonces invicto Campeón de Pylea, el Groosalugg, regresan con un nuevo miembro, Winifred Burkle, y a aparte, trayendo las noticias de que el amor de la vida de Angel, Buffy, ha muerto. Durante este tiempo, el equipo de Investigaciones Angel también cuenta con la ayuda de un demonio que tiene un bar, Lorne.

### Tercera temporada
A pesar de la milagrosa resurrección de Buffy unos meses después, Angel encuentra que su anterior cariño por Cordelia se ha convertido en algo más. Antes de tener la oportunidad para confesarle sus sentimientos, sin embargo, Darla regresa, embarazada con su hijo, que se llama Connor. Falsas profecías, viajes en el tiempo y una batalla, llevan que Angel pierda su hijo a manos de un viejo enemigo, Holtz, quien secuestra a su hijo Connor poco después de su nacimiento, llevándole a una dimensión infernal (Quor-Toth) donde el tiempo pasa de una manera diferente. Cuando Connor regresa días después, ya es un adolescente que ha sido criado por Holtz, haciéndole creer que Angel todavía es un monstruo sin alma. Holtz lleva su propia vida en un sentido que le hace pensar a Connor que ha sido asesinado por Angel, y promete hacerle pagar a Angel todo el daño que le ha causado a Holtz. Esa misma noche, Connor hunde a su padre en lo más profundo del océano en un ataúd de hierro y Cordelia asciende a un plano superior, y los sentimientos compartidos entre ella y Angel están todavía sin hablar.

### Cuarta temporada
Rescatado por Weasley de su prisión tres meses después, la relación de Angel con Connor es tensa. Se complica aún más con el regreso de una amnésica Cordelia, quien prefiere quedarse con Connor porque le contó la verdad mientras los demás le mintieron (aunque lo hicieron pensando que era por su bien). Cuando un demonio muy poderoso conocido solo como la Bestia llega y empieza a intentar crear el apocalipsis, los peores temores de Angel se manifiestan cuando tiene que deshacerse de su alma y convertirse nuevamente en malvado para poder derrotarlo. Angelus llega a derrotar a la Bestia, y es lo bastante hábil como para darse cuenta de que la Bestia simplemente es alguien que sirve a un demonio superior. La Bestia que él conocía estaba interesado simplemente en divertirse y en matar, y era improbable que la Bestia se volviera más inteligente desde que Angelus luchó con él.
Aunque es momentáneamente libre para poder formar los estragos que quiera, Angelus es nuevamente capturado y le devuelven nuevamente su alma, con la ayuda de Faith (que casi muere en su búsqueda para capturar a Angelus), y Willow, culminando en una breve pero violenta batalla entre Ángel y Angelus. Después de que su alma sea restaurada, Angelus descubre que el enemigo con el que ha estado combatiendo está más cerca de ellos de lo que había considerado, dándose cuenta de que quien sea que fuere el "jefe" de la Bestia, está usando el cuerpo de Cordelia para llevar a cabo sus planes. Después de luchar y derrotar a la entidad divina conocida como Jasmine, a Ángel le ofrecen la sucursal de LA de Wolfram & Hart bajo el suelo. Ángel actúa en contra de todos sus instintos y hace un trato con su enemigo, a cambio de que Wolfram & Hart le borre todos los recuerdos a Connor para que pueda tener una vida normal, e intentar encontrar una manera para curar a Cordelia, quien cayó en coma después de que Jasmine naciera.

### Quinta temporada
Las líneas entre el bien y el mal son borrosa mientras Ángel se muda a Wolfram y Hart, y cuestionan las percepciones de Ángel y su destino. Las cosas se complican aún más cuando Spike aparece como un fantasma, emergiendo de un amuleto familiar enviado a Ángel por correo. Compartiendo una complicada historia de asesinato y tumulto, han estado más de un siglo siendo rivales en todo. Ahora teniendo los dos un alma, y los dos amando todavía a Buffy, se han convertido en dos héroes muy diferentes en la guerra contra el mal. Forzados a aguantarse el uno con el otro, se envuelve en una larga e insidiosa batalla de ingenios, terminando cuando finalmente llegan a entender y aceptar su fraternidad en su camino a la redención.
En el episodio "Destino" cuando se preparan para luchar, Spike le dice a Ángel algo así como: "Tú tienes un alma forzada en ti. Como una maldición. Te hace sufrir por todas las cosas horribles que has hecho. Yo, luché por mi alma, a través de pruebas demoníacas, al menos una docena de veces, pero seguí luchando. Porque sabía que era lo correcto. Es mi destino". Aunque la Copa resulta ser falsa, la derrota de Ángel a manos de Spike es el origen de una confusión en los siguientes episodios, cuando se marcha preguntándose si todavía es el vampiro campeón de la profecía. Algunos de estos eventos resultan ser maquinaciones de Lindsey McDonald, y después de ser derrotado, Ángel se vuelve más confiado.
Esta derrota coincide con una última visita de Cordelia, quien pasa una simple visión a Angel. Entendiendo ahora finalmente que nunca podrá parar completamente las fuerzas del mal, Angel decide que ya es suficiente. Junto con sus camaradas, Angel prepara de forma suicida provocar la ira apocalíptica como una manera de conseguir la gloria. Asesinan a los miembros del Círculo de la Espina Negra, los instrumentos en la Tierra para mover todas las cadenas políticas y económicas. En este encuentro, Gunn es herido gravemente, y Weasley Wyndam-Pryce es asesinado. Lorne es instruido para asesinar a Lindsey, temporalmente un aliado, y después de que completaran su misión, y él finalmente hace lo que tiene que hacer, deja atrás a Angel y a su equipo. Gunn consigue llegar al punto de encuentro, el callejón que está detrás del Hotel Hyperion, donde él, Angel, Spike e Illyria se envuelven en una batalla con las armadas oscuras que han enviado contra ellos. Las últimas palabras que se dicen en la pantalla son: "llegó la diversión".

### Sexta temporada (Cómics)
Después de la Caída de Los Ángeles los Socios Fundadores convierten a Ángel seljami mustafi sve zenu ljubavi moja en un humano, dejándolo vulnerable a las lesiones mortales. La Sexta Temporada se inicia mostrando una pérdida total para el Equipo Ángel después de la batalla. En represalia a la postura de Ángel, Wolfram & Hart ha trasladado la ciudad de Los Ángeles a una dimensión infernal, convirtiéndolo en un territorio post-apocalíptico lleno de demonios. En un intento de despojarle de su fuerza e inmortalidad cuando más lo necesitaba, los Socios Fundadores también han convertido a Ángel en un humano, obligando a Ángel y Wesley (quien ahora es un fantasma) a confiar en encantamientos místicos para proporcionarle a Ángel una parte de sus antiguas habilidades.
Ángel sigue teniendo su base en el demolido edificio de Wolfram & Hart y está bajo la vigilancia del nuevo contacto de los Socios Fundadores, Wesley. Ángel, sin embargo, está planeando desafiar a los Socios Fundadores y liberar a Los Ángeles, primero matando a todos los Señores Demonio de Los Ángeles. Mientras se prepara para la guerra, rescata a los ciudadanos en peligro y los envía, de forma anónima, a su hijo Connor, quien ha creado un "piso franco" o "casa segura" con Nina y Gwen. Sin embargo, Ángel no está solo. Junto a él está su más reciente amigo y compañero, el dragón que apareció en la última escena del final de la serie de Ángel. Después de hacerse amigo del dragón en el callejón, los dos habían unido sus fuerzas para hacer un poderoso equipo. Sabiendo la verdad sobre Spike, Ángel les declara la guerra a todos los Señores Demonio de Los Ángeles y les dice que liberará a todos sus esclavos humanos, y que tendrán una batalla en dos días, y que restaurará Los Ángeles en la Tierra.
Habiendo usado sus rituales para curar sus heridas, Ángel se pone en contacto con Lorne, ahora el Señor de Silver Lake, para confirmar el estado neutral de sus viejos amigos en la próxima lucha contra los Señores Demonio, y se reúne con el Groosalugg, quien ofrece sus servicios a Angel en la próxima batalla justo antes de que Gunn, que ahora es un vampiro, destruye el edificio de Wolfram & Hart como parte de su venganza contra Angel. Cuando Angel va contra los Campeones de los Señores Demonio, al principio está solo en su lucha. Sin saberlo él, Lorne había visitado a todos sus viejos amigos, y los había convencido para unirse a su lucha. Después de que la lucha haya terminado, y los Señores Demonio hayan sido derrotados, Angel y el equipo se dirigen de vuelta a su antigua base: el Hotel Hyperion. Más tarde, poco después de matar a un nido de vampiros, Illyria revela al grupo que Angel ya no es un vampiro. Connor se enfada con Ángel por haberle mentido y se va. Si eso no fuera suficiente, Angel y compañía se encuentran con Gunn, quien es ahora un vampiro.
Al ver en lo que se ha convertido Gunn, Ángel le pide disculpas. Gunn remarca que sabía que Ángel diría eso, y procede a mostrarle su base de operaciones (Ángel va aun sabiendo que es una situación peligrosa). Gunn incluso le pide ayuda a Ángel para salvar a Los Ángeles (claramente, Gunn ha enloquecido). Ángel miente, diciendo que le ayudará a pesar de que está sacando una estaca desde detrás de su abrigo. Piensa que Angelus estaría orgulloso de su decepción, pero se odia a sí mismo aún más por eso. Gunn es capaz de golpearlo en la pelea, y procede a utilizar un objeto místico para eliminar toda la magia que hace que Ángel siga vivo, y lo deja así para que se muera. A pesar del ánimo del espíritu de Cordelia, una visión que Ángel recibe casi lo lleva a resignarse a la muerte porque la visión le ha mostrado que volverá a convertirse en Angelus, pero los ánimos de Connor le instan a seguir luchando ya que reconoce que él nunca permitirá convertirse en lo que ha visto en la visión.
Ángel se recupera y, después de descubrir que Illyria ha vuelto a su forma original, elabora un plan para detenerla. Sin embargo, Gunn no tiene previsto dejarles hacerlo, y mata a Connor. No obstante, Betta George consigue hacer retroceder las memorias de Fred a la mente de Illyria y tranquilizarla para que no lo arrase todo.
Después de que Connor muere, Ángel empieza a matar al ejército de Wolfram & Hart sin ninguna represalia. Ángel entonces se da cuenta, después de un interrogatorio al ejército de W&H por parte de Wesley, que si él muriese, tendrían que llevar a Angel a otra línea temporal para reemplazarlo. Armado con este conocimiento, Angel comienza a atacar verbalmente a Gunn, y en un arranque de ira, Gunn coge una espada y decapita a Angel. Esto obliga a los Socios Fundadores a revertir el tiempo justo hasta el momento antes en el que Angel se convirtió en humano: la batalla final en el callejón. Después de ganar la batalla gracias a una resucitada Cordelia (el Dragón), Angel, recordando todo lo que pasó en el Infierno, y lo que le ocurrió a Gunn, lo rescata de ser convertido en vampiro por quien sería su sire. Posteriormente, Angel se dirige al edificio de Wolfram & Hart, solo para descubrir que ha desaparecido, así que lleva a Gunn a un hospital. Allí, la gente parece tener todos los recuerdos sobre lo que pasó en el Infierno, y elogian a Angel como a un héroe. Angel también encuentra a Connor (quien está vivo, como todos los que murieron en el Infierno), lo que hace que Angel se alegre mucho.
Ángel comienza a reconstruir su vida en Los Ángeles con más notoriedad que antes y con beneficios tales como una biblioteca dedicada a Fred y Wesley, aunque todavía sigue intentando trabajar con privacidad; el Groosalugg incluso ha acogido a Cordelia (dragón) bajo su cuidado para aumentar la oportunidad de Angel para mantener su privacidad. Después de un encuentro con Spike e Illyria, Angel visita a Gunn en el hospital y lo consuela, diciéndole que no era el verdadero Gunn quien lo atacó en el Infierno. Con ello, Angel le da una tarjeta de Investigaciones Angel y se marcha en la noche, continuando su misión de ayudar a los desamparados.
Mientras todos sus amigos se separan en diferentes caminos, Ángel se reúne con Kate Lockley por primera vez en más de tres años. Kate había cambiado radicalmente desde la última vez que se habían visto, y se autoinvita a unirse al nuevo Investigaciones Angel, junto a Connor. La nueva fama de Angel dificulta el trabajo a la agencia, y mucha gente les llama haciéndose pasar por víctimas solo para conocer a Ángel. Ángel también tiene que soportar los constantes intentos de asesinato de los Señores Demonio, que habían sido resucitados en la restauración de Los Ángeles. Uno de estos asesinos, la felina cambiaformas Dez, rápidamente se convierte en una aliada para el equipo. Angel también se hace amigo de James, un Potentado que abandonó a sus compañeros ángeles guerreros cuando empezaron a matar a humanos. Una de las misiones de Angel lo lleva al Festival Sci-Fi de San Diego, una convención de cómics donde ve un preestreno de "El Último Ángel en el Infierno", una adaptación hollywoodense de la Caída de Los Ángeles. Ángel queda decepcionado por la inexactitud de la película, en la que su personaje, Angel Cartwright, es interpretado por Nicholas Cage.
Cuando fue contactado por una empresa sobre la posibilidad de convertir a sus clientes en vampiros para que les conceda la inmortalidad, Ángel fue secuestrado y mantenido como prisionero después de haber rechazado su oferta, diciendo que su "condición" no era algo que podía ser transmitida, la organización lo estudia para tratar de desarrollar una forma de duplicar su condición de inmortal, con alma Sin embargo, Illyria fue capaz de encontrar Ángel después de que el laboratorio prematuramente reveló que no ha podido establecer que el alma vuelva a sus clientes a pesar de su mejores esfuerzos, que le informaba que había decidido a seguir luchando por la humanidad si podría ayudar a servir como su brújula moral, debido a la similitud entre los dos demonios como "afligidos" con una conciencia humana-, a la vez pidiendo su permiso para aparearse con Connor mientras se acercaba a una etapa de reproducción de una vez en un milenio y la búsqueda de que Connor sea el padre de sus crías potenciales.
Después de su fuga y de la Illyria, la banda se encontró con un nuevo problema cuando el nuevo miembro del equipo de Laura Kay Weathermill quien seria el remplazo de Wesley en el área de magia y traducción de textos antiguos, reveló que James no era un ángel, pero era en realidad un poder superior no identificado demoníaco que investigaba la Tierra para preparar su conquista de la misma. Antes de su salida del Hyperion, James dejó a Laura en un estado de coma y le arrancó las manos y los pies a ángel, solo para los miembros amputados para que comenzaran a crecer de nuevo. Se pregunta a este cambio repentino en los poderes de vampiro, el equipo descubrió que era un indicio de que algún trastorno sobrenatural poderoso estaba a punto de llevarse a cabo. Este ataque fue anunciado por James tratando de eliminar a Angel y a Spike con la convocatoria de un demonio devorador de almas conocido como Liss, pero este intento fue interrumpido cuando Liss reveló que Spike no tiene realmente un alma. A pesar de este choque, Ángel y el grupo logró derrotar a Liss, Angel de acuerdo con los comentarios del otro grupo que Spike ha cambiado recientemente, expresando desinterés en tener de Spike volver a su locura sótano-que habitan en sí mismo, a pesar de que llegó a la conclusión de que Spike podría permanecer allí por un tiempo ya que mantiene un ojo sobre él, Spike reafirmo que todavía estaba de su lado. Después de un enfrentamiento con una hermandad demoníaca que busca la sangre de Connor, por razones no especificadas, Ángel ha decidido tomar una baja temporal de la agencia con el fin de dar a Connor una oportunidad para descubrir quién es por su cuenta sin seguir los pasos de su padre.
Justo cuando se va de Los Ángeles, Ángel es "llamado" en el futuro por Darrow, un agente de los Socios Fundadores, que le muestra al mundo que James ha creado, solo para dar un salto ángel desde el edificio a la ciudad en lugar de permanecer y se ven obligados a ayudar a los socios mayores de nuevo. Si bien la exploración de la ciudad, Ángel descubrió que sus oficinas originales se han convertido en un museo dedicado a su memoria, incluyendo una estatua de él, lo que le permite a sí mismo de nuevo el brazo antes de que él se ve obligado a retirarse a las alcantarillas con Darrow para escapar de James. Antes de que pueda aprender el plan de Darrow, sin embargo, Darrow se encuentra inconsciente, solo para saber Ángel que el atacante de Darrow es en realidad Illyria. Después de haber convencido a Illyria de que solo está allí para ayudar a acabar con James, independientemente de que otros planes Wolfram & Hart tenga para él, Ángel, Illyria y Darrow se colarse en la oficina principal de James, solo para descubrir que James ha sido decapitado por su "hermana". Mientras Illyria pelea con la hermana de James, Darrow, fatalmente herido en la pelea, admite a Ángel que tiene un papel en el pasado que lo verá actuar en formas que nunca imaginó, pero muere antes de que él puede explicar esta observación. A pesar de que la hermana James, ofrece un control a Ángel de la Tierra, otorgándole la libertad de ejecutarlo de la manera que desee siempre que continúe a dirigiendo sus ejércitos, Ángel rechaza la oferta debido a su experiencia al tratar con Wolfram & Hart de esa manera, pidiendo a Illyria que lo envíe de vuelta al pasado para que pueda enfrentarse a James. Volviendo a su vez, Ángel fue capaz de utilizar una joya que había adquirido de Darrow para interrumpir a James antes de que hiera a Connor, con nuevos poderes de Connor-James desterrado de esta dimensión. Volviendo a Investigaciones Ángel, al tiempo que expresó su confianza en que el Illyria del pasado se vuelvan a encontrar, Ángel se enfrentó al conducto en el Salón Blanco por última vez, informándole de que él o Connor siempre estarían allí para detener los planes de W & H.

## Ubicación y locación de filmación
Gran parte de la filmación de Ángel se hizo en Los Ángeles, California. La serie se desarrolla en la ciudad de Los Ángeles. «Los Ángeles» son las primeras palabras pronunciadas en el primer episodio, y el paisaje urbano es la primera imagen que se ve en los créditos de apertura. Joss Whedon dijo: «Está ambientado en Los Ángeles porque hay muchos demonios en Los Ángeles y una gran cantidad de historias que contar». La productora Marti Noxon se ha expandido en esta explicación: «Los Ángeles fue el lugar elegido por Joss Whedon por razones muy específicas. Hay muchas ideas preconcebidas sobre el lugar, pero hay muchas verdades. Es una ciudad bastante competitiva e intensa, donde mucha gente solitaria, aislada y desesperada termina. Es un buen lugar para los monstruos». Muchos episodios presentan referencias a la ciudad, y el episodio de apertura de la segunda temporada muestra a Lorne ofreciendo esta observación de la ciudad:

En esta ciudad, mejor aprende a llevarte bien. Porque en L.A. lo tiene todo: el glamour y el polvo, los grandes descansos y las angustias, los dulces jóvenes amantes y los desagradables, feos y peludos demonios que te chupan el cerebro por la cara. Todo es parte del gran espectáculo de variedades que llamamos Los Ángeles.

En el ensayo, «Los Ángeles: The City of Angel» (de la colección de ensayos, Reading Angel: The TV Spin-off With a Soul), Benjamin Jacob explora por qué Los Ángeles, en particular, debería ser importante para la serie. Jacob sugiere varias explicaciones: primero, el nombre de conexión ('City of Angels'); segundo, la naturaleza de doble faz, «el otro lado de la ciudad estereotipada del sol, Beach Boys y Walt Disney», «el lugar del dolor, el anonimato, la alienación y los sueños rotos».; tercero, el noir estadounidense fue originalmente un «género de Los Ángeles». Ángel fue concebido originalmente como un noir sobrenatural. Noir había continuado la investigación de la «ciudad oscura, un lugar de regresión y oscuridad como contrapunto a la promesa de progreso y civilización de la ciudad» que había comenzado con William Blake y Charles Dickens.
Durante la primera temporada, Angel Investigations tiene su sede en el apartamento de Ángel. El actor Alexis Denisof, que interpretó a Wesley Wyndam-Pryce, dijo: «Ángel tenía este oscuro, premonitorio, sótano apartamento con columnas, con muebles antiguos por todas partes, y esta pequeña oficina en el piso de arriba».  Estas oficinas fueron voladas en el clímax de la primera temporada, y Angel Investigations encontró una nueva base en el episodio: «Are You Now or Have You Ever Been».
El diseñador de producción Stuart Blatt esbozó la nueva base: «Un hotel viejo, algo [que los escritores] podrían usar para evocar el pasado de Los Ángeles y parte de la historia de Ángel, algo espeluznante y escalofriante pero no demasiado oscuro porque no querían algo deprimente, se llama Hyperion Hotel. Se basa en muchos hoteles en Los Ángeles... Ángel vivía en una suite más grande en el hotel, como una suite de luna de miel, los productores querían que Ángel tuviera suficiente espacio para relajarse y alejarse de ella. todos, reflexionen un poco, reflexionen un poco e investiguen un poco. De vez en cuando, alguien viene a conversar un poco». En la última temporada, el equipo se traslada a la firma de abogados malvada, Wolfram & Hart.

## Formato
Al igual que Buffy, Ángel se cuenta en un formato serializado, con cada episodio involucrando una historia independiente mientras se contribuye a una historia más grande. Sin embargo, a diferencia de Buffy, las narraciones de toda la temporada no están marcadas por el ascenso y la derrota de un poderoso antagonista, comúnmente conocido como el «Big Bad». En cambio, la historia general de las cinco temporadas de la serie enfrentó a Ángel como el jugador central en una batalla entre los «buenos" Powers That Be y el bufete «malvado» Wolfram & Hart y su posible papel en un apocalipsis profetizado. Mezcla la trama compleja de la serie junto con más independientes episodios de villano de la semana. El show mezcla diferentes géneros, incluyendo terror, fantasía, sobrenatural y una combinación de contenido cómico y dramático.

## Cancelación de la serie
El 14 de febrero de 2004, la WB Television Network anunció que Ángel no volvería para la sexta temporada. La noticia fue confirmada al día siguiente de que un sitio web publicara el rumor. Joss Whedon publicó un mensaje en una popular web de fanes, The Bronze: Beta, en el que expresaba su consternación y su sorpresa. Los fanes organizaron varias campañas de peticiones por carta y vía en línea, e intentaron presionar a otras compañías, en concreto UPN, que ya había recogido anteriormente la serie de Buffy tras su quinta temporada.
El episodio final de Ángel, "No te desvanezcas", fue emitido por la WB el 19 de mayo de 2004. El ambiguo final de la serie dejó un resquicio a la esperanza de los fanes que esperan la continuación de Ángel en el futuro.